# Phreatia scandens
Phreatia scandens är en orkidéart som beskrevs av Johannes Jacobus Smith. Phreatia scandens ingår i släktet Phreatia och familjen orkidéer. Inga underarter finns listade i Catalogue of Life.